# Wspólnota administracyjna Laupheim
Wspólnota administracyjna Laupheim – wspólnota administracyjna (niem. Vereinbarte Verwaltungsgemeinschaft) w Niemczech, w kraju związkowym Badenia-Wirtembergia, w rejencji Tybinga, w regionie Donau-Iller, w powiecie Biberach. Siedziba wspólnoty znajduje się w mieście Laupheim.
Wspólnota administracyjna zrzesza jedno miasto i trzy gminy wiejskie:
- Achstetten, 4 175 mieszkańców, 23,38 km²
- Burgrieden, 3 619 mieszkańców, 21,87 km²
- Laupheim, miasto, 19 796 mieszkańców, 61,78 km²
- Mietingen, 4 073 mieszkańców, 26,34 km²